# Barnafoss
Barnafoss es una cascada, constituida por una serie de rápidos, situada al occidente de Islandia. La forma el río Hvítá a su paso por una estrecha caída en la región adyacente al campo lávico de Hallmundarhraun, río arriba con respecto a Hraunfossar.

## Nombre
Su nombre, que significa 'cascada de los niños', viene de una saga según la cual dos niños murieron al caer de un puente que surcaba la cascada. Según cuenta la leyenda, los padres salieron para asistir a la misa de Navidad dejando solos a sus hijos. Al regresar solo encontraron sus huellas, que conducían a un arco natural que surcaba el Barnafoss. Según la saga, éste fue destruido tras la tragedia.